# 瑙吉陶尔乔
瑙吉陶尔乔，是匈牙利佩斯州所辖的一个村。总面积12.14平方公里，总人口3673，人口密度302.6人/平方公里（2011年1月1日）。